# Akrounda
Akrounda (griechisch Ακρούντα) ist eine Gemeinde im Bezirk Limassol in Zypern. Bei der Volkszählung im Jahr 2021 hatte sie 521 Einwohner.

## Lage und Umgebung

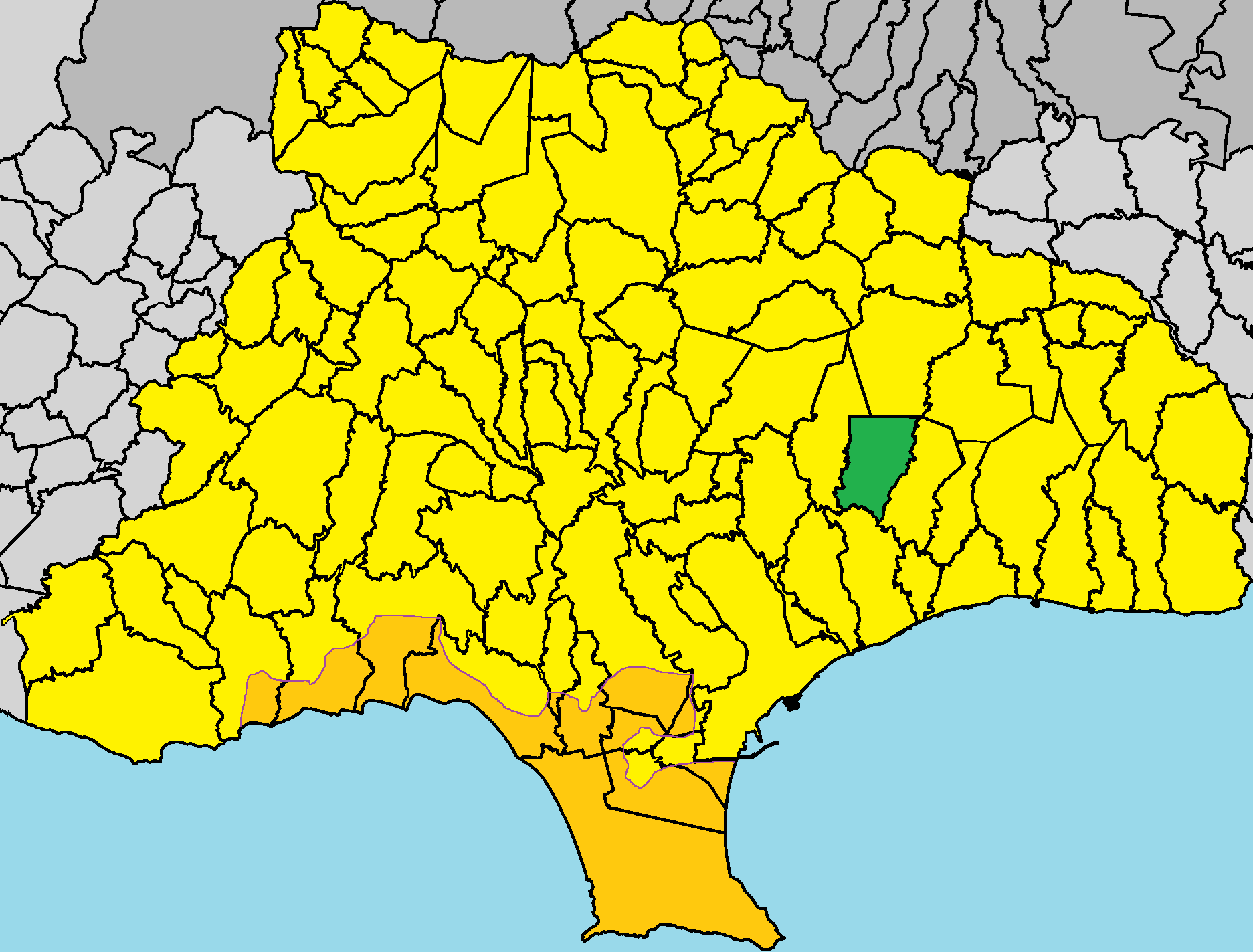
Lage im Bezirk Limassol

Akrounda liegt in der südlichen Mitte der Insel Zypern auf 144 Metern Höhe, etwa 50 km südwestlich der Hauptstadt Nikosia, 8 km nordöstlich von Limassol und 48 km südwestlich von Larnaka.
Der Ort liegt etwa 7 Kilometer von der Mittelmeerküste entfernt im Inselinneren am Südrand des Troodos-Gebirges. Östlich am Ort vorbei fließt der Fluss Amathos, der südöstlich das Germasogia Reservoir durchfließt.
Orte in der Umgebung sind Dierona im Norden, Finikaria im Osten, Germasogia im Süden, Agios Athanasios im Südwesten sowie Mathikoloni im Westen.